# Камалия (город)
Камалия (англ. Kamalia) — город в пакистанской провинции Пенджаб, расположен в округе Тоба-Тек-Сингх.

## Географическое положение
Высота центра НП составляет 152 метра над уровнем моря.

## Демография
Население города по годам:
| 1961   | 1972   | 1981   | 1998   | 2010    |
| ------ | ------ | ------ | ------ | ------- |
| 35 248 | 50 934 | 61 107 | 95 291 | 124 154 |